# Barbara Więckowska
Barbara Więckowska (ur. 29 stycznia 1930, zm. 26 lutego 2008) – polska aktorka filmowa i teatralna.
Występowała w Teatrze Ziemi Opolskiej w Opolu (1956–1963) i teatrach łódzkich. Odznaczona Srebrnym Krzyżem Zasługi (1976). Spoczywa na Starym Cmentarzu w Łodzi.

## Filmografia
- 2008	Stary człowiek i pies
- 1993	Lepiej być piękną i bogatą
- 1989	Gorzka miłość: epizod
- 1987	Opowieść Harleya
- 1986	Prywatne śledztwo[2]
- 1983  Adopcja